# Kamışlı (Pozantı)
Kamışlı ist ein Ortsteil (Mahalle) im Landkreis Pozantı der türkischen Provinz Adana mit 1.588 Einwohnern (Stand: Ende 2024). Im Jahr 2011 zählte Kamışlı 1.520 Einwohner. Im Jahr 1928 hatte die Ortschaft den Namen Yukarı İrikler.